# Aire de jeux de la rue Hélène
L'aire de jeux de la rue Hélène est un square dans le quartier des Batignolles du 17e arrondissement de Paris.

## Situation et accès
Le site est accessible par le 12, rue Hélène.
Il est desservi par la ligne   à la station La Fourche.

## Origine du nom
Il doit son nom à la proximité de la rue Hélène.

## Historique
En 2023, le site offre des aires de jeux pour les enfants et un terrain de basket-ball.